# Margaret Langdon
Margaret Langdon   (Lovaina, 1926 - 2005) va ser una lingüista que va estudiar i documentar molts idiomes del sud-oest dels Estats Units i Califòrnia, incloent kumeyaay, diegueño septentrional (ipai), luiseño, i quechan.
Langdon va néixer a Bèlgica i va emigrar als Estats Units després de la Segona Guerra Mundial. Va créixer parlant francès i flamenc. La seva tesi doctoral va ser un diccionari del dialecte diegueño de Mesa Grande.
Va ensenyar a la Universitat de Califòrnia a San Diego de 1965 a 1991. Langdon ha treballat amb diversos líders tribals al llarg de la seva carrera en les llengües del sud-oest. Va compilar el primer diccionari de la llengua de Mesa Grande.
Va ser assessora de 17 tesis de postgrau en lingüística, sobre idiomes com el navaho, palauà, llengua mohave, havasupai, seri i altres. Entre els seus alumnes a la UCSD hi hagué els lingüistes Pamela Munro, Leanne Hinton, Cheryl Hinton, Steve Elster i Loni Langdon.